# Trafalgar (romanzo)

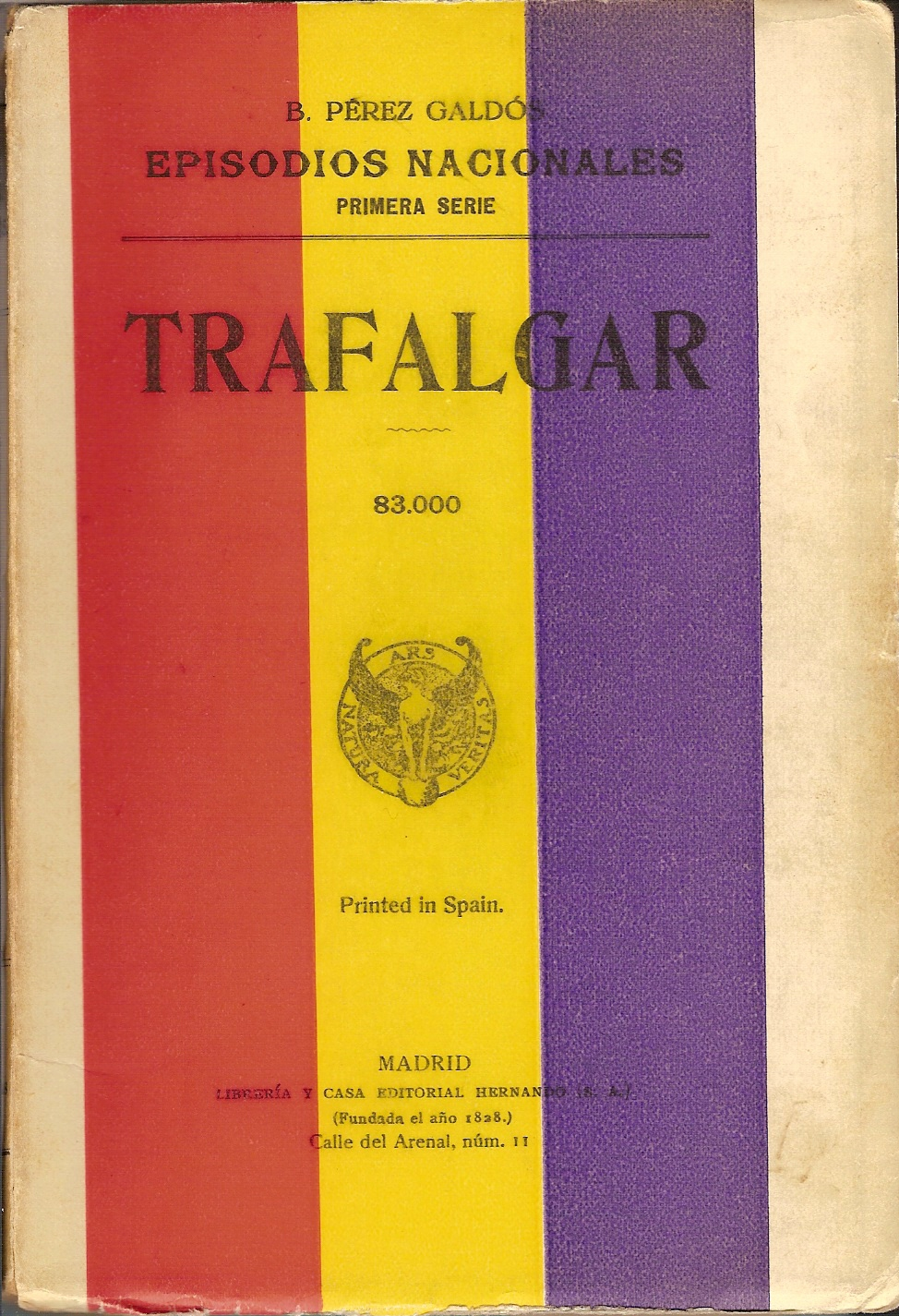
Copertina di un'edizione del 1935

Trafalgar è un romanzo del 1873, incentrato sulla battaglia di Trafalgar, di Benito Pérez Galdós: il primo della prima serie degli Episodios Nacionales. L'opera, comprendente quarantasei volumi divisi in cinque serie, l'ultima delle quali incompiuta, comprende un periodo storico compreso tra il 1805 e il 1874. I titoli dei romanzi che compongono la prima serie sono: Trafalgar, La corte di Carlo IV, Il 19 marzo e il 2 maggio, Bailén (1873), Napoleone a Chamartìn, Saragozza, Gerona, Cadice, Juan Martin l'Impeciato (1874), La battaglia degli Arapiles (1875).